# Kaftakärret
Kaftakärret är en sumpmark i Finland. Den ligger i Kyrkslätt i landskapet Nyland, i den södra delen av landet, 21 km väster om huvudstaden Helsingfors.